# Plectrocnemia caudata
Plectrocnemia caudata är en nattsländeart som beskrevs av Arturs Neboiss 1977. Plectrocnemia caudata ingår i släktet Plectrocnemia och familjen fångstnätnattsländor. Inga underarter finns listade i Catalogue of Life.